# Douglas Gordon (Filmproduzent)
Douglas Gordon (* 31. Dezember 1929 in Leeds, Yorkshire; † 19. August 1998 in London) war ein britischer Filmproduzent, der vor allem im Bereich Dokumentarfilm aktiv war. 

## Leben
Douglas Gordon begann bereits mit sieben Jahren sich für Filme zu interessieren. Zwar erlaubten ihm seine Eltern nicht, Filme im Kino zu sehen, doch durfte er Nachrichtenkinos besuchen. Er führte eigene 8-mm-Filme im Wohnzimmer der Familie vor und wollte später selbst Regisseur werden. Mit 19 Jahren erkrankte er jedoch an Polio, so dass er sich von diesem Traum verabschiedete. Er studierte Geschichte am University College London und wurde dort Präsident des Filmclubs.
Douglas Gordon arbeitete von 1954 bis 1970 für die Shell Film Unit des Mineralöl- und Erdgaskonzerns Royal Dutch Shell. Er begann als Film-Bibliothekar, wurde jedoch 1959 nach Nigeria versetzt, wo er unter den Einheimischen eine Filmcrew zusammenstellte, die Werbefilme produzierte. 1963 kehrte er nach London zurück und begann als Filmproduzent zu arbeiten. Er produzierte zahlreiche Filme, die sich vor allem mit Umweltthemen im Bereich Ölindustrie und Trinkwasser auseinandersetzten. Dabei nutzte er die künstlerische Freiheit, die er bei Shell hatte, so lange die Filme möglichst Shell-freundlich waren, um seine Herzensthemen im Bereich der Geologie und Meeresforschung abzuarbeiten. Nach 1970 arbeitete Gordon als Freier Mitarbeiter. Neben Shell, weiterhin sein Hauptklient, arbeitete er auch für BP, British Transport Police und das Central Office of Information.
Der von ihm produzierte Dokumentarfilm The Shetland Experience (1977) wurde bei der Oscarverleihung 1978 in der Kategorie „Bester Dokumentar-Kurzfilm“ nominiert.
Im Jahr 1995 beendete Douglas Gordon seine Filmkarriere.

## Privatleben
Er lebte zusammen mit seiner Frau, die er 1953 heiratete, in London. Das Paar hatte zwei Kinder.

## Filmografie (Auswahl)

### Produzent
- 1964: The Vital Link
- 1966: The River Must Live
- 1966: Preserving the Wasa
- 1967: Paint
- 1967: Crown of Glass
- 1969: Shellgrip
- 1970: Oil Search
- 1972: This Land
- 1975: Oil Well
- 1976: Islam and the Sciences
- 1977: The Shetland Experience
- 1977: Hazchem
- 1978: Planet Water
- 1981: Oils for the Eighties
- 1983: Just Like the Rest of Us

### Drehbuchautor
- 1971: Pesticides in the Focus
- 1976: Islam and the Sciences
- 1977: Hazchem
- 1983: Just Like the Rest of Us